# Бенні Андерссон
Бенні Андерссон (швед. Göran Bror Benny Andersson; нар. 16 грудня 1946, Стокгольм, Швеція) — музичний продюсер, композитор-пісняр і співак. Найбільш відомий як учасник поп-гурту ABBA. З 2001 очолює колектив Benny Anderssons Orkester.

## Ранні роки
Йоран Брур Бенні Андерссон народився 16 грудня 1946 року в стокгольмському районі Васастан в сім'ї цивільного інженера-будівельника Йости Андерссона (1912-1973) і його дружини Лайли (1920-1971). У нього є молодша сестра Ева-Ліс, яка народилася 1948 року. 
У віці восьми років відбувся перший виступ Бенні на сцені одного із залів рідного міста. Його дід і батько, Ефраїм і Йоста Андерссони (Efraim, Gösta Andersson), іноді виступали сімейною групою акордеоністів. У 1964 Бенні разом зі своєю коханою Крістіною Гренвалль (Christina Grönvall) увійшов до складу групи "Народний ансамбль електричного щита" (Elverkest Spelmanslag). Під час одного з виступів гра Бенні на клавішних запам'яталася засновникові та бас-гітаристу гурту "Hep Stars" Леннарту Хегланду (Lennart Hegland), що зрештою привело молодого клавішника до цього ансамблю восени 1964 рік]а. Леннарт зв'язався телефоном з Бенні і запропонував приєднатися до групи. Недовго думаючи той погодився. До складу "The Hep Stars", на чолі з солістом Свенном Хедлундом (Svenne Hedlund), входили Янне Фріск (Janne Frisk) (гітара) і Крістер Петтерссон (Christer Petersson) (ударні). Група в основному виконувала репертуар Чака Беррі (Chuck Berry), Елвіса Преслі (Elvis Presley), Літтла Річарда (Little Richard) та інших закордонних зірок. Свою першу пісню "No Response" Бенні Андерссон написав восени 1965 рік а. Композиція потрапила на верхні сходинки шведського хіт-парада. "Sunny Girl" стала наступним твором молодого автора і на початку 1966 ріка очолила шведський хіт-парад. Загалом гурт "The Hep Stars" з 1965 по 1970 рік записав вісім альбомів. У червні 1966 під час гастролей народними парками Швеції учасники гурту "The Hep Stars" познайомилися з ансамблем Hootenanny Singers. Бенні Андерссон і Бйорн Ульвеус, виявивши близькість смаків, вирішили продовжити спілкування за написанням нових пісень. У підсумку це стало відправною точкою творчого тандему двох Б, що триває донині.

## Приватне життя
Бенні прожив разом з Фрідою Лінгстад 9 років, з них 3 роки — з 1978 по 1981 — в офіційному шлюбі. У листопаді 1981 року одружився зі шведською телеведучою Моне Норкліт. У січні 1982 у них народився син Людвіг. Людвіг пішов дорогою батька та створив власну групу Ella Rouge. У Бенні також є син Петер і дочка, що народилися у шістдесяті роки, в період його стосунків з Христиною Гренвалль. Син Петер Гренваль талановитий композитор і виконавець. У середині 80-х років він створив свою музичну групу Sound of Music, що пізніше змінила назву на One More Time.

## Музика для фільмів
Бенні написав музику для кількох фільмів. Його першою спробою на початку 1970-х років стала пісня до шведського фільму "The Seduction Of Inga". Пісня "She's My Kind Of Girl", написана ним у співпраці з Бьорном, була випущена в Японії та потрапила в десятку хітів.
У 1986 році він у співпраці з Андерсом Ельясом написав музику для фільму "Mio in the Land of Faraway", заснованого на книзі "Міо, мій Міо" Астрід Ліндгрен. Пісня "Міо, мій Міо" у виконанні гурту "Gemini" 1987 року стає хітом у Швеції.
У 2000 році написана мелодія для фільму "Songs from the Second Floor".
У 1992 році Бенні Андерссон написав популярну заставну мелодію для чемпіонату Європи з футболу, що проходив у Швеції.

## Нагороди
- Командор I класу ордена Вази (2024 рік)[6].
- Золота Медаль Його Величності Короля (Швеція) 8-го розміру, на нагрудній стрічці синього кольору (1998 рік)[7].

## Дискографія

### ABBA
Студійні альбоми
- Ring Ring (1973)
- Waterloo (1974)
- ABBA (1975)
- Arrival (1976)
- The Album (1977)
- Voulez-Vous (1979)
- Super Trouper (1980)
- The Visitors (1981)
- Voyage (2021)

Збірники
- Greatest Hits (1975)
- Greatest Hits Vol. 2 (1979)
- The Singles: The First Ten Years (1982)
- ABBA Gold: Greatest Hits (1992)
- More ABBA Gold: More ABBA Hits (1993)
- Thank You For The Music (1994)
- The Definitive Collection (2001)
- The Complete Studio Recordings (2005)
- Number Ones (2006)

Іспаномовні компіляції
- Gracias Por La Música (1980)
- ABBA Oro: Grandes Éxitos (1993)

### Benny Anderssons Orkester
- Benny Anderssons Orkester (2001)
- BAO! (2004)
- BAO! på turné (BAO! on Tour) (2006) концертний альбом
- BAO 3 (2007)
- Story Of A Heart (2009) збірка найкращих пісень англійською мовою
- O Klang Och Jubeltid (2011)
- Tomten har åkt hem (2012)
- BAO in BOX (6 CD і 2 DVD) (2012)
- Mitt Hjärta Klappar För Dig (2016)

### Björn & Benny
- Lycka (1970)

### Gemini
- Gemini (1985)
- Geminism (1987)

### Hep Stars
- We and our Cadillac (1965)
- Hep Stars on stage (1965)
- The hepstars (1966)

### Мюзикли
- Chess (1984/1988/2002)
- Kristina från Duvemåla (1995)

### Orsa Spelmän
- Orsa Spelmän (1988)
- Fiolen Min (1990)
- Ödra (1998)

### Сольні альбоми
- Klinga mina klocka
- Klinga mina klockor (1987)
- November 1989 (1989)
- Piano (2017)